# Cerkiew Kaspierowskiej Ikony Matki Bożej w Widowie
Cerkiew pod wezwaniem Kaspierowskiej Ikony Matki Bożej – prawosławna cerkiew parafialna w Widowie. Należy do dekanatu Bielsk Podlaski diecezji warszawsko-bielskiej Polskiego Autokefalicznego Kościoła Prawosławnego.

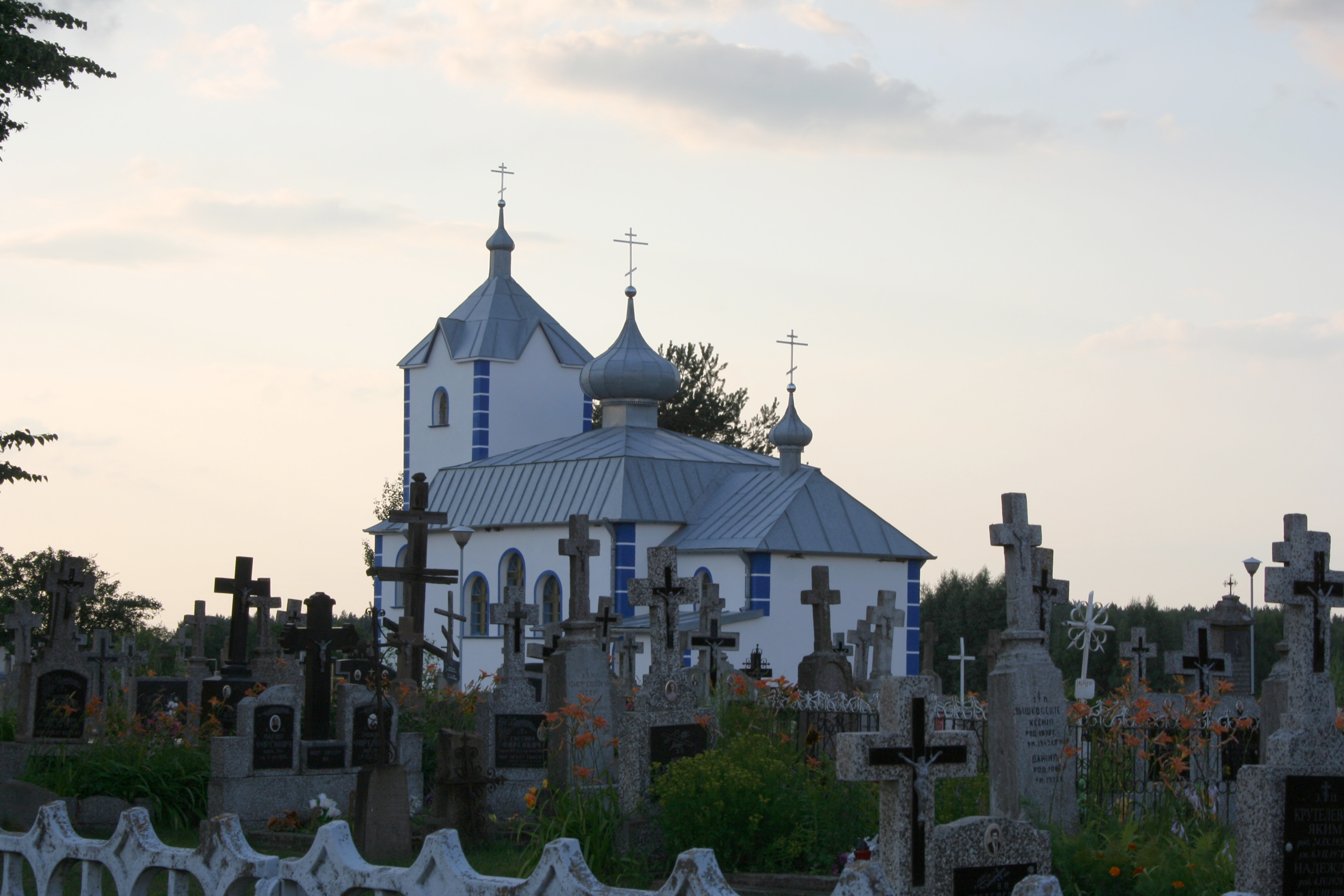
Widok od strony cmentarza

Wzniesiona w latach 1996–2000 (według projektu Zachariusza Szachowicza) na cmentarzu w Widowie, jako cerkiew cmentarna parafii Narodzenia Przenajświętszej Bogurodzicy w Bielsku Podlaskim. Pierwszą Liturgię Świętą odprawiono 6 maja 2000 (w dniu poświęcenia). Od 2007 – cerkiew samodzielnej parafii.